# Yémeda
Yémeda és un municipi de la província de Conca a la comunitat autònoma de Castella-la Manxa.

## Demografia
| 1991 |  | 1996 |  | 2001 |  | 2004 |
| ---- |  | ---- |  | ---- |  | ---- |
| 40   |  | 31   |  | 29   |  | 26   |